# Gosaukamm
Gosaukamm är en ås i Österrike.   Den ligger i förbundslandet Salzburg, i den centrala delen av landet, 230 km väster om huvudstaden Wien.
I omgivningarna runt Gosaukamm växer i huvudsak blandskog. Runt Gosaukamm är det ganska glesbefolkat, med 42 invånare per kvadratkilometer.